# Teodora Ruano
Pour les articles homonymes, voir Ruano.
Ruano  Sanchón est un nom espagnol. Le premier nom de famille, en général paternel, est Ruano ; le second, en général maternel, souvent omis, est Sanchón.
Teodora Ruano Sanchón, surnommée Dori Ruano, née le 11 janvier 1969 à Villamayor de Armuña, est une coureuse cycliste espagnole. Elle a notamment été championne du monde de la course aux points en 1998. Sur route, elle a été troisième du championnat du monde du contre-la-montre de 2001.  Elle a participé aux Jeux olympiques de 1992, de 2000 et de 2004.

## Biographie
En 2015, elle devient directrice sportive de l'équipe espagnole Lointek.

## Palmarès sur route
- 1992
  - 3e de l'Emakumeen Bira
- 1995
  -  Championne d'Espagne du contre-la-montre
- 1996
  - Emakumeen Bira
  - 2e du championnat d'Espagne sur route
  - 2e du championnat d'Espagne du contre-la-montre
- 1997
  - Tour de la Haute-Vienne
  - 3e du championnat d'Espagne du contre-la-montre
- 1998
  -  Championne d'Espagne du contre-la-montre
  - 3e du championnat d'Espagne sur route
- 1999
  -  Championne d'Espagne du contre-la-montre
  - 3e du championnat d'Espagne sur route
- 2000
  -  Championne d'Espagne du contre-la-montre
- 2001
  -  Championne d'Espagne du contre-la-montre
  -  Championne d'Espagne sur route
  -  Médaillée de bronze du championnat du monde du contre-la-montre
  - 3e du Tour de Castille-et-Leon
- 2002
  - 2e du championnat d'Espagne du contre-la-montre
- 2003
  -  Championne d'Espagne du contre-la-montre
  - 9e du championnat du monde du contre-la-montre
- 2004
  -  Championne d'Espagne du contre-la-montre
- 2005
  - 2e du championnat d'Espagne du contre-la-montre

## Palmarès sur piste

### Jeux olympiques
- Sydney 2000
  - 7e de la course aux points

### Championnats du monde
- 1997
  -  Médaillée d'argent de la course aux points
- 1998
  -  Championne du monde de la course aux points